# Scamandro (divinità)
Scamandro (in greco antico: Σκάμανδρος?, Skámandros) o Xanto è un personaggio della mitologia greca.
Secondo Esiodo, è figlio di Oceano e Teti. mentre secondo altri sarebbe figlio di Zeus e padre di Teucro (la quale madre sarebbe la ninfa Idea). 
Scamandro  è riconosciuto anche come padre di Glaucia che a sua volta ebbe da Dimaco (uno degli amici di Eracle) un bambino a cui fu dato lo stesso nome del nonno (Scamandro).

## Mitologia

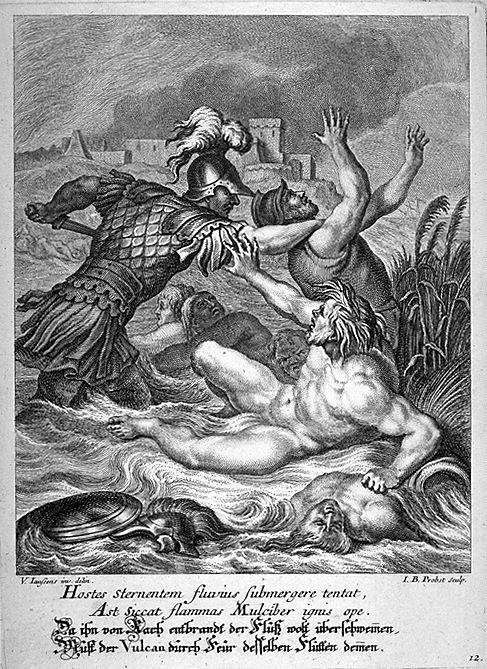
Achille provoca una strage all'interno del fiume Scamandro
(il dio è sdraiato, a destra). Miniatura del XVIII secolo, opera di Johann Balthasar Probst

Suo padre gli diede l'onore di festeggiare le giovani donne che in seguito al matrimonio andavano a bagnarsi nelle sue acque ed appena uscite dall'acqua, Scamandro usciva dal suo letto e le accompagnava nel suo palazzo.
Durante la guerra di Troia, quando Patroclo viene ucciso da una lancia scagliata da Ettore, Achille, furioso, fa strage dei troiani e dei loro alleati; non essendo riuscito ad uccidere Ettore si rivolge contro i nemici superstiti che cercano di rifugiarsi sulla sponda opposta del fiume Scamandro. Achille si getta nel fiume inseguendo e falciando i fuggiaschi, riempiendo l'acqua di cadaveri, armi e scudi.
Il dio Scamandro, sdegnato per la carneficina, scaglia le sue acque contro di lui ed Achille, appesantito dall'armatura, rischia di annegare e viene salvato dall'intervento di Efesto che prosciuga le acque del fiume con una tremenda pioggia di fuoco.